# Amatopo
Amatopo, ook wel Amotopo, is een dorp op de rechteroever van de Corantijnrivier in het district Sipaliwini in Suriname. In het dorp wonen inheemse Surinamers van het volk Trio. Het dorp ligt naast de Amatopo Airstrip.
De bewoners van het dorp beschouwen zichzelf als Okomoyana, wat wespmensen betekent. De Okomoyana's zijn te rekenen tot het Trio-volk en spreken ook dezelfde Trio-taal. De dorpelingen die zich in hier vestigden, kwamen uit Kwamalasamoetoe. De dorpelingen zijn aangesloten bij de Vereniging Inheemse Dorpshoofden Suriname.
In 2020 werd hier een kliniek van de Medische Zending geopend.  In 2022 werd in het dorp een basisschool geopend.
Alalapadoe · Amatopo · Anapi · Atipakondre · Coeroenie · Kasjoe-eiland · Kwamalasamoetoe · Lucie · Sakuru · Sipaliwinisavanne · Vier Gebroeders